# 弗卢尔
弗卢尔（法語：Floure，法語發音：[fluʁ] ⓘ）是法国奥德省的一个市镇，位于该省中北部，属于卡尔卡松区。

## 地理
弗卢尔（43°10'58"N, 2°29'24"E）面积4.25 平方千米，位于法国奧克西塔尼大區奥德省，该省份为法国南部沿海省份，北起塔恩省，西北接上加龙省，西接阿列日省，南至东比利牛斯省，东临地中海，东北与埃罗省接壤。
与弗卢尔接壤的市镇（或旧市镇、城区）包括：巴尔拜拉、丰蒂耶斯多德、蒙兹、特雷布、瓦勒德达涅。

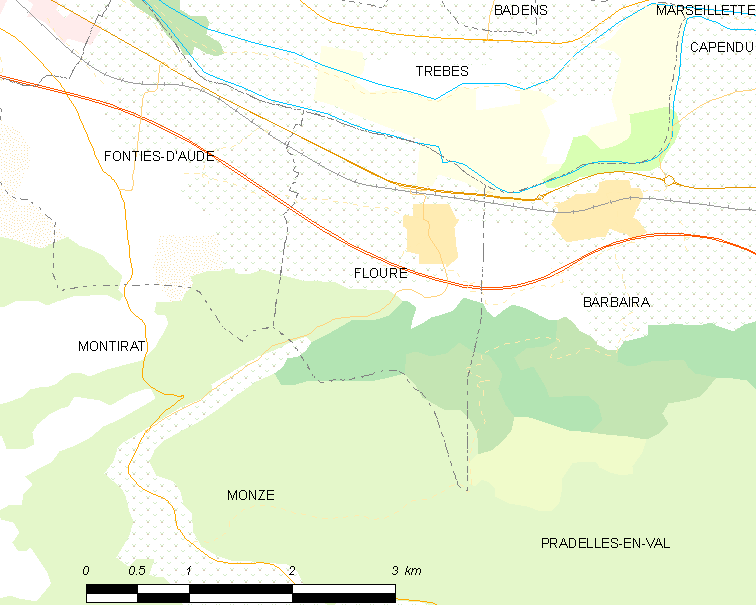
弗卢尔的OSM定位图

弗卢尔的时区为UTC+01:00、UTC+02:00（夏令时）。

## 行政
弗卢尔的邮政编码为11800，INSEE市镇编码为11146。

## 政治
弗卢尔所属的省级选区为亚拉里克山县。

## 人口

1962-2008年间弗卢尔人口变化图示

弗卢尔于2022年1月1日时的人口数量为427人。